# Otoniel Guevara
Otoniel Guevara (Quezaltepeque, El Salvador, 10 de junio de 1967) poeta y periodista salvadoreño. Su obra literaria ha sido declarada patrimonio nacional. Ha sido declarado Gran Maestre en poesía por el Ministerio de Cultura de El Salvador.

## Trayectoria
Formó parte de las filas guerrilleras del Frente Farabundo Martí para la Liberación Nacional durante la guerra civil de El Salvador, época en la que también fundó el Taller Literario Xibalbá. Estudió periodismo en la Universidad de El Salvador.
Ha laborado como creativo publicitario, periodista y gestor cultural. Su obra poética, que consta de más de una treintena de títulos, ha sido traducida a otras lenguas (inglés, francés, italiano, portugués, húngaro, rumano, sueco, griego y kurdo). Es fundador de la «Red Nuestra América de Festivales Internacionales de Poesía», Medellín, Colombia, 2010 y del «Movimiento Poético Mundial», Medellín, Colombia, 2011. También es coordinador ejecutivo de la Fundación Metáfora y director del Proyecto Editorial “La Chifurnia”.

## Obras
- El Solar. 1ª edición, San Salvador, El Salvador. Edición mimeografiada. 1986. Comentario de Álvaro Darío Lara. 28 p.: 21 x 16 cm
- El violento hormiguero. 1ª edición, San Salvador, El Salvador. Ediciones La flor rojinegra. 1988. Ilustraciones de Oscar Vásquez. 24 p.: 21 x 16 cm
- Lo que ando. 1ª edición, San Salvador, El Salvador. Ediciones Atisba. 1992. 40 p.: 20.5 x 13.5 cm
- Lejos de la hierba. 1ª edición, San Salvador, El Salvador. Sin editorial. ¿1994?. Comentarios de Ricardo Lindo y Matilde Elena López. Ilustraciones de Álvaro Sermeño. 28 p.: 19.5 x 13.3 cm
- Lo que ando. 2ª edición, San Salvador, El Salvador. Ediciones nevermore. ¿1995?. Comentarios de Ricardo Lindo y Francisco Andrés Escobar. 20 p.: 27.5 x 11 cm
- Tanto. 1ª edición, San Salvador, El Salvador. Editorial Sombrero Azul. Enero de 1996. Prólogo de David Morales. Epílogo de Ricardo Castrorrivas. Ilustraciones de Isaías Mata. 92 p.: 21 x 13.5 cm
- El sudario del fugitivo. 1ª edición, San Salvador, El Salvador. Impresos Mazatli. Colección Íntima. Mayo-diciembre de 1998. Presentación: Guillermo Alcázar Barr. 60 p.: 21 x 14 cm
- Despiadada ciudad. 1ª edición, San Salvador, El Salvador. Impresos Mazatli. Colección Íntima. Febrero de 1999. Reseña biográfica Federico Hernández Aguilar. 28 p.: 21 x 14 cm
- Erótica. 1ª edición, Cuscatancingo, El Salvador. Impresos Mazatli. 1999. Selección y prólogo: Edgar Alfaro. 32 p.: 18.5 x 12.5 cm
- Tanto. 2ª edición, San Salvador, El Salvador. Impresos Mazatli. Colección Íntima. 2000. 48 p.: 21 x 13.5 cm
- Cuaderno deshojado. 1ª edición, San Salvador, El Salvador. Sin editorial. 2001. 64 p.: 18.7 x 12.5 cm
- Simplemente un milagro. Edición especial, San Salvador, El Salvador. Libros Alkimia. Diciembre de 2001. 27 p.: 19 x 12.5 cm
- No apto para turistas. 1ª edición, San Salvador, El Salvador. Libros Metáfora. Abril de 2004. Presentación: Alfonso Kijadurías. 62 p.: 18 x 10 cm
- Cuando la lluvia se techa de prodigios. 1ª edición, Heredia, Costa Rica. Editorial Lunes: Literatura Digital. Colección Casa de Poesía. Mayo de 2005. Edición: Norberto Salinas. 64 p.: 21 x 14 cm
- Los juguetes sangrantes. 1ª edición, Quezaltepeque, El Salvador. Ediciones Metáfora. Colección Efímera, v. 1. Septiembre de 2005. Selección: Pablo Benítez. Reseña biográfica: Edgar Alfaro. Comentarios de Juan Ramón Saravia, Jorge Boccanera, Silvia Favaretto, Alfonso Kijadurías, Claribel Alegría, Víctor Rojas, Sheila Candelario, Francisco Morales Santos. 128 p.: 18.5 x 12.5 cm
- Siemprésima. 1ª edición, San Salvador, El Salvador. Editorial Fundación Metáfora. Septiembre de 2007. Comentario de Alfonso Chase. 32 p.: 17 x 12.5 cm
- Canción enferma. 1ª edición, San Salvador, El Salvador. Gottika editores. Libros Metáfora. Enero de 2009. Presentación: Pablo Benítez. 88 p.: 17.5 x 12 cm
- Rupestre. 1ª edición, Monterrey, Nuevo León, México. Editorial Homo Scriptum. Colección El Barco Ebrio. Primavera de 2009. 32 p.: 14 x 10.6 cm
- Proclamas para analfabetos. 1ª edición, San Salvador, El Salvador. La Cabuda Cartonera. Colección Niños vientos perversos. Poesía. 2009. Prólogo: Lucy Chau. 40 p.: 23 x 15 cm
- Non adatto ai turisti. 1ª edición, Trieste, Italia. FrancoPuzzoEditore. Castalia, Collana di Poesia. v. 30. Noviembre de 2009. Traducción: Gaetano Longo. 62 p.: 21 x 15 cm
- Todos los ruidos de la guerra. 1ª edición, Los Ángeles, California, Estados Unidos de América. Edición cartonera. Marzo de 2010. 32 p.: 25 x 16.5 cm
- No apto para turistas. 2ª edición, Monterrey, Nuevo León, México. Regia Cartonera. 2010. Ilustración de Laura Fernández. 62 p.: 24 x 16 cm
- Pohemas. 1ª edición, San Salvador, El Salvador. piscucha inhílica editores. Colección Poesía, Serie Como la hierba, v. 1. Diciembre de 2010. Valoración crítica: Pablo Benítez. 72 p.: 17.5 x 10.7 cm
- Telegrama del infortunio. 1ª edición, San Salvador, El Salvador. Proyecto Editorial La Chifurnia. Colección Amaranthus, v. 1. Noviembre de 2011. 30 p.: 13.5 x 10.5 cm
- Epigramal. 1ª edición, San Salvador, El Salvador. Proyecto Editorial La Chifurnia. Colección Amaranthus, v. 2. Noviembre de 2011. 30 p.: 13.5 x 10.5 cm
- Luna crepitante. 1ª edición, San Salvador, El Salvador. Proyecto Editorial La Chifurnia. Colección Palabra de Alto riesgo, v. 1. Septiembre de 2013. 22 p.: 21.5 x 14 cm
- Cicatrices abandonadas. 1ª edición, San Salvador, El Salvador. Proyecto Editorial La Chifurnia. Colección Palabra de Alto riesgo, v. 2. Septiembre de 2013. 22 p.: 21.5 x 14 cm
- Consagración del Edén. 1ª edición, San Salvador, El Salvador. Proyecto Editorial La Chifurnia. Colección Palabra de Alto riesgo, v. 3. Septiembre de 2013. 22 p.: 21.5 x 14 cm
- En la profunda aurora de tus ojos. 1ª edición, San Salvador, El Salvador. Proyecto Editorial La Chifurnia. Colección Palabra de Alto riesgo, v. 4. Septiembre de 2013. 22 p.: 21.5 x 14 cm
- Un gato negro durmiendo en lo inesperado. 1ª Coedición, México/Guatemala. Catafixia editorial/Proyecto Literal. Julio de 2013. Prólogo de Enrique Winter. 49 p.: 17 x 11 cm
- Violín envenenado. Edición especial, San Salvador, El Salvador. Proyecto Editorial La Chifurnia. Diciembre de 2013. 49 p.: 21.5 x 14 cm
- Rituales invisibles. 1ª Edición, Guatemala, Guatemala. Metáfora Editores, Colección Poética # 7. 2014. 23 p.: 21 x 13 cm
- Defensa propia. Antología. 1ª Edición, El Salvador. Valparaíso Ediciones, Colección Poesía # 6. Junio de 2014. 85 p.: 21 x 13.5 cm
- Entre los escombros de la madrugada. Antología personal. 1ª Edición, El Salvador. Editorial del Gabo, Colección Tripachuca # 2. 2014. 93 p.: 20 x 13 cm
- El poema del hambre. Antología personal. 1ª Edición, El Salvador. Proyecto Editorial La Chifurnia. Colección Amílcar Colocho, v. 3. Octubre de 2014. 22 p.: 21.5 x 14 cm.
- Despiadada ciudad. 2ª Edición, El Salvador. Proyecto Editorial La Chifurnia. Colección Pohemas, v. 1. Marzo de 2018. 22 p.: 21.5 x 14 cm.
- Canción enferma. 2ª Edición, El Salvador. Proyecto Editorial La Chifurnia. Colección Pohemas, v. 2. Marzo de 2018. 22 p.: 21.5 x 14 cm.
- Consagración del Edén. 1ª Edición, El Salvador. Proyecto Editorial La Chifurnia. Colección Pohemas, v. 3. Marzo de 2018. 22 p.: 21.5 x 14 cm,
- Luzbéllica. 1ª Edición, El Salvador. Proyecto Editorial La Chifurnia. Colección Pohemas, v. 4. Marzo de 2018. 22 p.: 21.5 x 14 cm,

## Antologías
- Piedras en el huracán, de Javier Alas;
- Alba de otro milenio, de Ricardo Lindo;
- Este lucero chiquito, de Augusto Morel;
- Poesía a mano, de Joaquín Meza;
- Den besjälade kulan (en sueco), de Víctor Rojas; Suecia
- Nueva Poesía Hispanoamericana, de Leo Zelada (Perú),
- Poesía salvadoreña del siglo XX (español-francés), de Marie Poumier;
- ¿Cuándo has visto salir medio sol?, de Rei Berrroa (USA)
- Anillo de silencio de Jorge Boccanera, Argentina, 2009
- Poemas para suspirar un siglo, de Marianneh Jalil, Veracruz México 2010
- También en la antología Cuerpo Sur, de Gustavo Guerrero, que reúne las voces más representativas de los poetas latinoamericanos nacidos entre 1959 y 1979, entre otras.